# Samuel J. Tedesco
Samuel J. Tedesco (* 21. Februar 1915 in Bridgeport, Connecticut; † 5. August 2003 in Berkeley, Kalifornien) war ein US-amerikanischer Politiker. Zwischen 1963 und 1966 war er Vizegouverneur des Bundesstaates Connecticut.

## Werdegang
Über die Jugend und Schulausbildung von Samuel Tedesco ist nichts überliefert. Nach einem Jurastudium an der Boston University und seiner Zulassung als Rechtsanwalt begann er in diesem Beruf zu arbeiten. Gleichzeitig schlug er als Mitglied der Demokratischen Partei eine politische Laufbahn ein. Zwischen 1940 und 1942 saß er als Abgeordneter im Repräsentantenhaus von Connecticut. Von 1943 bis 1946 diente er während des Zweiten Weltkrieges in der United States Army. Von 1949 bis 1953 war Tedesco Mitglied des Staatssenats. Anfang der 1950er Jahre wurde er städtischer Richter in Bridgeport. Im Jahr 1955 kandidierte er erfolglos für das Amt des dortigen Bürgermeisters. Zwei Jahre später gewann er die nächsten Bürgermeisterwahlen in seiner Heimatstadt. Danach war er zwischen 1957 und 1965 Bürgermeister von Bridgeport. Das schloss auch einen Teil seiner Zeit als Vizegouverneur ein.
1962 wurde Tedesco an der Seite von John N. Dempsey zum Vizegouverneur von Connecticut gewählt. Dieses Amt bekleidete er zwischen 1963 und 1966. Dabei war er Stellvertreter des Gouverneurs und Vorsitzender des Staatssenats. Als er im Jahr 1966 zum Richter am Superior Court ernannt wurde, trat er vom Amt des Vizegouverneurs zurück. Die verbleibende Amtszeit bis zum Januar 1967 übernahm dann Fred J. Doocy. In den folgenden Jahren blieb Samuel Tedesco Richter. 1976 wurde er vorübergehend von der Anwaltskammer ausgeschlossen und wegen der Beglaubigung gefälschter Unterlagen zur Erneuerung einer Alkoholverkaufslizenz verurteilt. Er legte gegen das Urteil erfolgreich Revision ein und konnte damit in der Anwaltskammer verbleiben. Seine Richterstelle behielt er ebenfalls; allerdings hat er bis zu seinem Eintritt in den Ruhestand im Jahr 1980 keine Fälle mehr verhandelt. Seit 1989 lebte Tedesco in Kalifornien. Er verstarb nach längerer Krankheit am 5. August 2003 in Berkeley. Seine letzte Ruhestätte fand er auf dem Saint Michaels Cemetery in Stratford.